# 편의점 샛별이 (드라마)
《편의점 샛별이》는 2020년 6월 19일부터 8월 8일까지 방송된 SBS 금토 드라마이다. 아이치이와 WAVVE에서 동시 방송되었다.

## 줄거리
똘기 충만 4차원 알바생과 허당끼 넘치는 훈남 사장이 편의점을 무대로 펼치는 24시간 예측불허 코믹 로맨스.

## 등장인물

### 주요 인물
- 지창욱 : 최대현 (남, 29세) 역 - 편의점 점장, 종로신성점 점장. 연주의 전 남자친구. 샛별의 연인.
- 김유정 : 정샛별 (여, 22세) 역 - 종로신성점 부점장. 은별의 언니. 대현의 연인. 싸움을 잘함.
- 한선화 : 유연주 (여, 31세) 역 - 편의점 본사 홍보팀 이사, 대현의 전 여자친구, 전 직장 상사. 명기와 혜자의 딸. 샛별을 편의점에서 내쫓기 위해 근식을 편의점 점장으로 차출 시킨 장본인.
- 안솔빈 : 정은별 (여, 19세) 역 - 날라리 고딩, 샛별 못지않은 미모에 샛별 못지않게 꼴통인 샛별의 동생. 걸그룹 팬시걸스 멤버.
- 도상우 : 조승준 (남, 31세) 역 - 편의점 본사 이사, 연주가 다니는 편의점 본사 오너의 아들. 3년 전 대현을 회사에서 쫓아낸 장본인.

### 대현 주변
- 김선영 : 공분희 (여, 58세) 역 - 대현의 어머니, 대현 집안의 실질적인 가장. 보험설계사. 장미의 친구. 용필의 아내.
- 이병준 : 최용필 (남, 58세) 역 - 대현의 아버지, 부산상고 그룹사운드 ‘4대천왕’의 보컬이자 리더. 분희의 남편. 장미의 첫사랑.
- 음문석 : 한달식 (남, 29세) 역 - 웹툰 작가, ‘불화산’이라는 필명으로 19금 '그녀의 레게보이' 웹툰을 그리는 대현의 고교 동창 친구. 금비의 연인.
- 김지현 : 최대순 (여, 38세) 역 - 대현의 누나, 용필과 분희의 딸.

### 4대 천왕
- 우현 : 권의추 (남, 58세) 역 - 부산 딸부자 곱창집 가게 주인, 부산상고 그룹사운드 ‘4대천왕’의 기타리스트.
- 이윤희 : 차기복 (남, 58세) 역 - 성심이발관 이발사, 부산상고 그룹사운드 ‘4대천왕’의 키보디스트.
- 배기범 : 고광태 (남, 58세) 역 - 자율방범대장, 부산상고 그룹사운드 ‘4대천왕’의 드러머.

### 연주 가족
- 견미리 : 김혜자 (여, 60세) 역 - 연주의 어머니, 지성과 미모는 쬐끔, 위선과 편견은 많이 갖고 계신 편의점 본사 2대주주.

### 샛별이의 친구들
- 서예화 : 황금비 (여, 22세) 역 - 5년째 고등학생, 샛별의 절친으로 은조와 더불어 발광여고 삼총사의 한 명. 달식의 연인.
- 윤수 : 차은조 (여, 22세) 역 - 미용사 보조, 샛별의 절친으로 금비와 더불어 발광여고 삼총사의 한 명이자 삼총사 중 유일하게 고등학교 졸업장을 가진 고학력자.
- 늘보 : - 봉제 인형, 대현이 불난 인형 공장에 뛰어 들어가 사람인 줄 알고 구해온 인형. 그 과정에서 대현의 숨결이 스며들어 인격이 형성됐으나 대현마저도 모르는 비밀. 옛 여친에게 선물했다가 이별 통보와 함께 되돌려 받았고 홧김에 버린 걸 샛별이 주워 자신의 마스코트로 한 침대에서 동고동락을 한다.

### 그 외 인물
- 허재호 : 배근식 (남, 45세) 역 - 편의점 본사 홍보팀 부장, 대현의 전 직장 상사.
- 지찬 : 강성태 (남, 29세) 역 - 대현의 입사 동기, 편의점 본사 홍보팀 직원. 종로신성점 본사 담당자.
- 신윤정 : 김정하 (여, 25세) 역 - 편의점 본사 홍보팀 신입 사원, 성태의 연인.
- 윤슬 : 소정화 역
- 이주하 : 오현지 (여, 19세) 역 - 은별의 단짝 친구, 귀가 얇아 남의 말에 잘 휘둘리는 편이다.

### 특별 출연
- 박진주 : 욕쟁이 여고생 역
- 정은지 : 정은 역 - 대현의 전 여자친구
- 고규필 : 편의점 알바생 역
- 박상면 : 발광여고 교무부장 역
- 김민규 : 강지욱 (남, 22세) 역 - 영화배우, 라이징 스타. 샛별의 초등학교 동창.
- 이준영 : 편의점에서 담배 사다 걸린 불량 고등학생 역
- 길용우 : 유명기 (남, 60세) 역 - 연주의 아버지, 혜자의 남편. 대학교수.
- 이현웅 : 판촉아재 역
- 이유비 : 개엄마 역
- 정준호 : 스카이 캐슬 배우 역
- 안창환 : 편의점 아르바이트 지원자 & 쏭삭 역
- 류승수 : 정철민 역 - 샛별과 은별의 아버지, 태권도 관장
- 세용 : 치킨가게 직원 역
- 탁재훈 : 웹툰 성인만화 PD 역
- 김형묵 : 대순의 남편 역 - 대현의 매형, 항공사 기장. 용필과 분희의 사위.
- 김준수 : 저승사자 역
- 이문수 : 금비 父 역
- 리민 : 성추행 범 역
- 윤서현 : 배달대행업체 사장 역
- 박노식 : 만복 역 - 만복 부동산 주인, 전세 사기 치고 도망친 사기꾼.
- 박철민 : 타로점 점쟁이 역
- 염해인 : MEGA HIT 소속 연습생 역 - 은별과 같은 소속사 데뷔조 연습생
- 정애연 : 황은하 역 - 엔터 캐치 연예부 기자
- 유민주 : 일진(빨간 머리) 역
- 박정인 : 일진(초록 머리) 역
- 신혜원 : 일진(노랑 머리) 역
- 이연경 : 홍장미 역 - 용필의 첫사랑, 분희의 친구.
- 장가현 : MEGA HIT 소속 매니지먼트 팀장 역
- 심현섭 : 플라잉 요가학원 원장 역
- 유현 : 오락실 손님 역
- 임하룡 : 한만평 역 - 달식의 아버지
- 이아유미 : 은조가 일하는 미용실 손님 역
- 김민규, 주연, 시현 : 음악방송 mc 역

## 제작 지원
- 한우자조금관리위원회
- GS25
- 뮤지컬 오페라의 유령

## 제품
- 콘에어 - 퀵 & 스무스 핸디형 스팀다리미

## 수상
- 2020년 SBS 연기대상 미니시리즈 부문 여자 우수연기상 김유정

## 시청률
최저 시청률과 최고 시청률은 시청률 조사회사와 지역별로 시청률에 차이가 있을 수 있습니다.
| 2020년 | 2020년   | 2020년         | 2020년         | 2020년       | 2020년 |
| 회차   | 방송일   | TNmS 시청률    | AGB 시청률     | AGB 시청률   |        |
| 회차   | 방송일   | 대한민국(전국) | 대한민국(전국) | 서울(수도권) |        |
| ------ | -------- | -------------- | -------------- | ------------ | ------ |
| 제1회  | 6월 19일 | -              | 4.8%           | 5.4%         |        |
| 제1회  | 6월 19일 | 5.2%           | 6.3%           | 6.6%         |        |
| 제2회  | 6월 20일 | -              | 3.7%           | 4.1%         |        |
| 제2회  | 6월 20일 | 6.1%           | 6.8%           | 7.3%         |        |
| 제3회  | 6월 26일 | -              | 4.9%           | 5.3%         |        |
| 제3회  | 6월 26일 | 6.0%           | 6.7%           | 7.4%         |        |
| 제4회  | 6월 27일 | -              | 4.6%           | 5.3%         |        |
| 제4회  | 6월 27일 | 8.0%           | 8.3%           | 9.4%         |        |
| 제5회  | 7월 3일  | -              | 4.6%           | 4.7%         |        |
| 제5회  | 7월 3일  | 6.2%           | 5.8%           | 6.0%         |        |
| 제6회  | 7월 4일  | -              | 4.9%           | -            |        |
| 제6회  | 7월 4일  | 8.0%           | 7.9%           | 8.7%         |        |
| 제7회  | 7월 10일 | -              | 4.8%           | 5.4%         |        |
| 제7회  | 7월 10일 | 5.0%           | 6.6%           | 7.5%         |        |
| 제8회  | 7월 11일 | -              | 5.5%           | 6.2%         |        |
| 제8회  | 7월 11일 | 7.6%           | 8.7%           | 9.8%         |        |
| 제9회  | 7월 17일 | 4.9%           | 6.1%           | 6.6%         |        |
| 제9회  | 7월 17일 | 6.1%           | 7.7%           | 8.7%         |        |
| 제10회 | 7월 18일 | -              | 5.4%           | 5.8%         |        |
| 제10회 | 7월 18일 | 8.0%           | 8.4%           | 8.7%         |        |
| 제11회 | 7월 24일 | 5.1%           | 6.1%           | 6.9%         |        |
| 제11회 | 7월 24일 | 6.1%           | 7.7%           | 8.6%         |        |
| 제12회 | 7월 25일 | -              | 4.8%           | -            |        |
| 제12회 | 7월 25일 | 7.4%           | 7.6%           | 7.8%         |        |
| 제13회 | 7월 31일 | -              | 5.7%           | 5.7%         |        |
| 제13회 | 7월 31일 | 6.2%           | 7.4%           | 7.5%         |        |
| 제14회 | 8월 1일  | -              | 5.4%           | 5.9%         |        |
| 제14회 | 8월 1일  | 7.4%           | 8.0%           | 8.6%         |        |
| 제15회 | 8월 7일  | 5.3%           | 5.2%           | 5.9%         |        |
| 제15회 | 8월 7일  | 6.6%           | 6.9%           | 7.6%         |        |
| 제16회 | 8월 8일  | -              | 6.3%           | 6.9%         |        |
| 제16회 | 8월 8일  | 8.8%           | 9.5%           | 10.7%        |        |

## OST
다음은 오리지널 사운드트랙(OST) 싱글 앨범에 포함된 곡들이며, 정렬기준은 출시 순입니다.
- Part.1 : 강다니엘 - Something (2020년 6월 19일 발매)
- Part.2 : 에이프릴 - Crazy (2020년 6월 26일 발매)
- Part.3 : 김태우 - Love Ya (2020년 6월 27일 발매)
- Part.4 : 로시 - 잠이 오지 않는 밤에 (2020년 7월 4일 발매)
- Part.5 : Colde (콜드) - 보물 (2020년 7월 11일 발매)
- Part.6 : 박경, 설아 (우주소녀) - 시소 (2020년 7월 17일 발매)
- Part.7 : 임지수 - I'II Miss You (2020년 7월 25일 발매)

## 여담
- 본 드라마는, 활화산 작가의 동명 웹툰으로 극화한 드라마이며, 편의점 협찬은 GS25에서 담당하였다.
- 본 드라마는 픽션이며, 실제와 관련 없음을 밝힌다.
- 본 화면은 레터박스로 구성되었다.

## 참고 사항
- 음문석, 지찬, 허재호, 고규필, 김형묵은 SBS 금토드라마 《열혈사제》 이후로 2개월만에 재회하는 작품이다.

## 같이 보기
- 대한민국의 텔레비전 드라마 목록 (ㅍ)
- 2020년 대한민국의 텔레비전 드라마 목록
- 편의점 샛별이
- 웹툰을 원작으로 한 텔레비전 드라마 목록
- GS25